# Колондан
Колонда́н (фр. Colondannes, окс. Colonzanas) — коммуна во Франции, находится в регионе Лимузен. Департамент коммуны — Крёз. Входит в состав кантона Дён-ле-Палестель. Округ коммуны — Гере.
Код INSEE коммуны — 23065.

## Население
Население коммуны на 2010 год составляло 271 человек.
| 1962 | 1968 | 1975 | 1982 | 1990 | 1999 | 2010 |
| ---- | ---- | ---- | ---- | ---- | ---- | ---- |
| 416  | 376  | 342  | 335  | 347  | 305  | 271  |

## Экономика
В 2010 году среди 152 человек трудоспособного возраста (15—64 лет) 104 были экономически активными, 48 — неактивными (показатель активности — 68,4 %, в 1999 году было 69,1 %). Из 104 активных жителей работали 89 человек (50 мужчин и 39 женщин), безработных было 15 (9 мужчин и 6 женщин). Среди 48 неактивных 8 человек были учениками или студентами, 23 — пенсионерами, 17 были неактивными по другим причинам.